# Hey Bulldog
Hey Bulldog è un brano musicale dei Beatles incluso nell'album della colonna sonora del film di animazione Yellow Submarine, pubblicato nel 1969.

## Descrizione
La canzone venne ideata principalmente da John Lennon (ma accreditata come da consuetudine al duo compositivo Lennon/McCartney), e ultimata in studio da Lennon e McCartney. L'incisione della stessa ebbe luogo durante le riprese del filmato promozionale di Lady Madonna l'11 febbraio 1968, e come Lady Madonna, Hey Bulldog è una delle poche canzoni dei Beatles sorretta da un insistente riff di pianoforte.
Durante la registrazione del brano, Paul McCartney iniziò ad abbaiare apparentemente senza motivo. Per questa ragione, le parole del testo che inizialmente erano "Hey bullfrog" ("rana-toro"), furono modificate in "Hey bulldog", che sarebbe poi diventato il titolo del brano. Altra casualità che segnò profondamente l'incisione del brano fu l'errata pronuncia della frase del testo "Some kind of solitude is measured out in news" ("Un certo tipo di solitudine viene distribuito nelle notizie"), che cantata sbagliata divenne "Some kind of solitude is measured out in you" ("Un certo tipo di solitudine viene distribuito in voi"), e che la band decise ugualmente di tenere così com'era.
Geoff Emerick, l'ingegnere del suono dei Beatles, avrebbe poi successivamente raccontato che proprio in questa occasione si ebbe l'ultima seduta in studio dove la band registrò una canzone con dinamismo ed entusiasmo da parte di tutti i membri del gruppo. Emerick sottolineò anche l'ottima performance nel suo libro di memorie Here, There, Everywhere, dicendo: "La linea di basso suonata da Paul è probabilmente la più inventiva da lui ideata sin dai tempi di Sgt. Pepper, e fu molto ben suonata. Anche l'assolo di Harrison è superbo." Quando il gruppo si riunì in studio nel maggio 1968 per The Beatles, la coesione della band era già minata da dissidi interni vari inerenti agli affari, alle scelte artistiche, e ai rapporti interpersonali che avrebbero poi portato allo scioglimento del gruppo.

Screenshot tratto dal filmato promozionale di Hey Bulldog.

Durante queste sessioni, una troupe televisiva riprese i quattro Beatles mentre incidevano la canzone. Fu questa una delle rare volte in cui i Beatles acconsentirono ad essere ripresi in studio mentre suonavano, per un filmato promozionale da mandare in onda durante la loro permanenza in India (e che poi diventò il video del singolo di Lady Madonna).
La canzone venne utilizzata in una sequenza del film animato Yellow Submarine. Inizialmente il brano appariva solamente nelle copie distribuite sul mercato europeo, poiché era stato tagliato dalla versione cinematografica americana dal produttore Al Brodax dietro insistenza dei membri del gruppo perché il film sembrava loro troppo lungo. Le sequenze accompagnate dalla musica di Hey Bulldog furono reinserite nella versione restaturata della pellicola distribuita nel 1999.
Il potente riff di chitarra di Hey Bulldog è stato incluso nel 2006 nell'album Love, ma in una tonalità differente.

## Cover
Hey Bulldog è stata reinterpretata da vari artisti, tra i quali: Miles Kane, Alice Cooper, Crash Kings, Jim Schoenfeld, Tea Leaf Green, Eric McFadden, Ween, Elvis Costello, Cyndi Lauper, Fanny, Honeycrack, Ian Moore, Gomez, Rolf Harris, Toad the Wet Sprocket, Firewater, The Gods, Skin Yard, U-Melt, Dave Matthews, Paddy Milner, Of Montreal, Manfred Mann's Earth Band, Bill Deal & the Rhondells, Boxer, The Roadrunners, The Golden Ticket, Southern Culture on the Skids, Dave Matthews & Friends, The Chaperones, Charlemagne and the Independents, The Motet, Bad Breaks, Dave Grohl & Jeff Lynne, Die Andalusischen Hunde, Les Shattels, T.H.E. G.R.O.U.P., The Roots, Eric McFadden Trio ed Afterhours (nell'album Pop Kills Your Soul).

## Formazione
The Beatles
- John Lennon - voce, pianoforte, chitarra solista, parlato
- Paul McCartney - armonie vocali, basso, basso fuzz, tamburello, abbaio
- George Harrison - seconda chitarra solista
- Ringo Starr - batteria, parlato

## Curiosità
- Erich Segal, autore di Love Story, che aveva contribuito alla sceneggiatura del film Yellow Submarine, anni dopo affermò che Hey Bulldog era stata così intitolata in suo onore, poiché all'epoca egli lavorava all'Università di Yale, che come mascotte ha, appunto, un cane bulldog.[2]